# Maung Maung Kha
U Maung Maung Kha (birmanisch ဦးမောင်မောင်ခ, * 1920; † 30. April 1995 in Rangun) war ein myanmarischer Politiker. Von 1977 bis 1988 war er Ministerpräsident unter General Ne Win.
Noch während der Zeit der japanischen Besatzung Burmas absolvierte er die Militärakademie. Als in der Folge des Staatsstreiches von General Ne Win im Jahre 1962 der Revolutionsrat die Macht übernahm, wurde Maung Maung Kha im Range eines Obersts Sekretär im Industrieministerium. Am 23. September 1972 berief ihn Ne Win als Industrieminister ins Kabinett. 
Nach der Ausrufung der Sozialistischen Föderativen Republik Birma am 4. Januar 1974 legte Ne Win am 4. März desselben Jahres das Amt des Ministerpräsidenten nieder. Sein Nachfolger wurde Brigadegeneral Sein Win, bis er am 29. März 1977 durch Maung Maung Kha abgelöst wurde. 
Nachdem es während der zunehmenden Unruhen im Lande zu Todesfällen beim polizeilichen Abtransport von Demonstranten gekommen war, wurde Ne Win am 26. Juli 1988 vom Zentralkomitee der Burma Socialist Programme Party als Vorsitzender entlassen, Staatspräsident U San Yu, der Ne Win bereits 1981 abgelöst hatte, und Ministerpräsident Maung Maung Kha mussten ihren Hut nehmen. Nachfolger im Amt des Ministerpräsidenten wurde bis zum Putsch von General Saw Maung am 18. September 1988 U Tun Tin.
| Personendaten    | Personendaten                                          |
| ---------------- | ------------------------------------------------------ |
| NAME             | Maung Maung Kha                                        |
| KURZBESCHREIBUNG | myanmarischer Politiker, Ministerpräsident von Myanmar |
| GEBURTSDATUM     | 1920                                                   |
| STERBEDATUM      | 30. April 1995                                         |
| STERBEORT        | Rangun                                                 |